# Gaston Valois
Docteur Valois
 (octobre 2016).
Pour les articles homonymes, voir Valois.
Gaston Valois est un médecin, un homme politique et résistant français, né le 6 mars 1888 à Grenoble et mort le 29 novembre 1943.

## Biographie

### Enfance et études
Issu d'une famille dont les dernières générations donnèrent notamment des curés et des enseignants (le père fut professeur d'histoire-géographie et le grand-père paternel était instituteur à Poliénas), Gaston Valois fréquente le lycée Champollion de Grenoble avant d'entreprendre des études de médecine : l'externat à Lyon, puis l'internat à l'hôpital civil de Grenoble. En 1913, il ouvre son cabinet à Tullins. A peine le temps de s'y installer et le voilà mobilisé pour la guerre de 1914-18. Il est affecté au 340e régiment d'Infanterie comme médecin auxiliaire. Son dévouement lui vaut dès novembre la Croix de guerre. Il est nommé ensuite médecin-chef. De l'expérience des tranchées, il tire un ouvrage publié en 1918 aux Editions Masson sous le titre "Les borgnes de la guerre: prothèse chirurgicale et plastique".[réf. nécessaire]

### Homme politique
Son implication dans la vie politique locale date de décembre 1919 lorsqu'il est élu conseiller municipal de Tullins. Il milite au sein du comité tullinois du parti radical dont il devient le leader à la disparition en 1931 de son confrère Noël Masson, un notable très populaire qui avait cumulé les fonctions de maire et de conseiller général. Le père Albert Valois avait donné l'exemple. C'était un militant radical qui fit partie de la municipalité grenobloise Stéphane Jay de 1900 à 1904. Il assumait en 1909-1910 le secrétariat général du Cercle démocratique de l'Isère, dont l'objectif était l'organisation de conférences et de fêtes dominicales réunissant l'ensemble "des forces démocratiques". La conquête des mandats mobilise toute l'énergie de Gaston[réf. nécessaire]. Il brigue aux élections législatives de mai 1932 le siège de député de la circonscription de Saint-Marcellin qui est détenu depuis mai 1914 par le négociant[réf. nécessaire] Ferdinand Buisset, membre de la SFIO. Devancé au premier tour par le sortant, il se retire de la course. Buisset est réélu grâce aux suffrages des électeurs radicaux. En février 1933, la mairie de Tullins, que dirigeait depuis 1925 le socialiste Claude Mignot, cafetier et assureur à Fures[réf. nécessaire], bascule entre les mains de Valois.
C'est l'époque des ligues et des affrontements sanglants entre droite et gauche. La pensée politique de Valois évolue d'une position modérée vers une attitude intransigeante[réf. nécessaire]. Il se démarque des dirigeants historiques de la Fédération iséroise qui, sous la direction du sénateur Léon Perrier, également président du Conseil général, ne voient à gauche aucun ennemi. Il emmène ses troupes dans une lutte implacable contre les socialistes et les stratégies d'union des gauches[réf. nécessaire]. Ayant obtenu du Congrès fédéral de mars 1935 liberté de manœuvre pour les élections municipales de mai, il conclut à l'échelle de son canton une alliance de droite avec Jules Durand, syndicaliste paysan et chef du jeune parti démocrate populaire (PDP). Sous le slogan "Faire barrage à la coalition socialo-communiste", il conserve la mairie de Tullins.
Il concentre ensuite ses attaques sur Léon Perrier, à la tête du département depuis 1920. Élu conseiller général de Tullins en octobre 1937, il fait partie du groupe des radicaux de droite qui tentent d'imposer le jeune sénateur Robert Belmont, conseiller général de Crémieu, à la présidence du Conseil général. La fronde échoue de justesse. Gaston Valois manifeste publiquement son hostilité au Front populaire. « Je me refuse à faire de nos amis les Girondins d'une nouvelle Terreur, à les faire jouer les Kerensky de la soviétisation de la France. Il y a entre la droite pure et nous une masse énorme de républicains qui ne se sont détournés du parti radical que parce qu'ils le considéraient comme le marchepied du socialisme » dit-il dans Le Petit Dauphinois du 17 mars 1938. Le docteur Léon Martin, député SFIO de Grenoble, était furieux du comportement de Valois. Au Conseil général où il était rapporteur du budget, il ne pouvait s'empêcher de pester en le voyant lire, en guise de réponse aux observations formulées dans le rapport, un papier que Le Petit Dauphinois lui avait dicté. Jean, le fils aîné de Valois, se lança aussi dans la mêlée contre cette gauche qu'incarnait Léon Perrier. Avec trois radicaux de droite, il fondait le 25 février 1939, en dehors des structures fédérales, un groupement des Jeunesses radicales de l'Isère.
Sur le plan des relations humaines, l'image que Valois renvoyait était empreinte de générosité. Il soignait gratuitement les pauvres et affichait un bel esprit sportif, pratiquant diverses disciplines[réf. nécessaire]. C'était en effet un touche-à-tout, faisant de l'athlétisme et de la natation, s'intéressant au Tour de France. Mais c'est au rugby qu'il laissa une forte empreinte. Outre l'équipe de Tullins qu'il réorganisa au lendemain de la Grande Guerre, il fut capitaine du Football club de Grenoble rugby, du Lyon olympique universitaire et de Voiron. Il poussa ses deux fils Jean et Philippe à entrer aussi dans la mêlée. En 1941, il accéda à la présidence du FCG, s'entourant de collaborateurs dont certains allaient bientôt le suivre dans la Résistance. C'était également un aviateur émérite. Il possédait un avion qui stationnait sur la piste aménagée au pied du Bec de l'Echaillon (près de Moirans) et avec lequel il lui arrivait d'exécuter des voltiges au grand étonnement de ses concitoyens,.
Quand l'imminence d'un nouveau conflit mondial se dessine, Valois opère un revirement politique[réf. nécessaire]. Le 2 mai 1939, il lance un appel au rassemblement autour du gouvernement d'Edouard Daladier. « L'heure [affirmait-il] n'est plus aux reproches entre partis autrefois alliés, aujourd'hui désunis, et au calcul des responsabilités. Elle est à la défense nationale qui décidera de la paix ou de la guerre. Il s'agit de savoir si nos fils vont conserver la vie sauve ou aller à la boucherie ».

### Fédérateur de la Résistance dauphinoise
La mise en sommeil du régime parlementaire, conséquence du vote du 10 juillet 1940 sur les pleins pouvoirs au maréchal Pétain, le range d'emblée parmi les adversaires[réf. nécessaire] du nouvel État français. On raconte qu'en sa qualité de maire, il accomplit des gestes symboliques. Il plaça le buste de Marianne sous les armoiries de la ville. Comme deux clefs ornent le blason, les gens conclurent que la République avait été mise sous clef pour éviter qu'on y fît main basse. Un autre jour, en pleine réunion du conseil municipal, il recouvrit le buste d'un crêpe noir afin de bien marquer que la République avait cessé d'exister. Valois démissionne peu après de sa charge, expliquant au préfet Raoul Didkowski que « la complexité chaque jour croissante des fonctions municipales, aggravée par l'incompréhension générale des administrés me rend désormais impossible l'exercice du mandat que j'avais accepté et que j'ai rempli pendant des années avec conscience et dévouement ». L'argument invoqué rend Didkowski assez perplexe. Convaincu que Valois ne lâcherait pour rien au monde son poste et qu'il finira par se rétracter, il diffère jusqu'en décembre 1940 l'annonce de la démission[réf. nécessaire]. Mais Valois ne bluffe pas : il tient à ne pas être associé aux conduites discriminatoires de Vichy. Il exprime d'ailleurs sa sympathie à Lucien Hussel, l'un des "80 irréductibles" du 10 juillet, qui vient d'être suspendu de son mandat de maire de Vienne. « Mon cher ami, vous me permettrez, n'est-ce pas mon cher collègue, de vous appeler aussi mon cher ami, car la sympathie et l'estime que j'avais pour vous n'ont fait que grandir avec la mesure qui a frappé l'assemblée municipale et son maire », lui écrit-il le 28 septembre 1940. « J'ai pensé qu'il vous serait agréable de recevoir l'hommage d'un républicain qui, pour être d'opinions modérées, n'en est pas moins ferme et résolu. Le courage étant probablement ce qui me manque le moins, j'ai moi-même devancé la guillotine sèche en adressant au préfet ma démission, ».
Valois est déjà dans l'action clandestine[réf. nécessaire]. Il implante dans son canton des sizaines de résistants et un groupe franc armé[Quand ?]. Comme sa passion n'a rien de muette, ni de discrète, il appelle sans se masquer à la désobéissance civique, lacérant notamment en plein jour les affiches qui invitent les travailleurs français à émigrer en Allemagne. Il adhère au réseau "Carte" qu'animent le peintre André Girard et l'architecte Henri Frager. Puis, en novembre 1941, il rejoint la section iséroise de Combat. Bien qu'il ne soit plus maire de Tullins, il parvient à se procurer des lettres d'introduction signées par son successeur et demandant à la préfecture de remettre à leurs bénéficiaires des cartes d'alimentation et des vêtements. C'est ainsi que la plupart des volontaires de Combat seront nourris et habillés. Valois organise aussi les départs vers l'Espagne des agents qui sont "grillés". Il informa notamment en 1943 un ami dauphinois réfugié à Tarascon-sur-Ariège et le consulat britannique de Barcelone que Raymond Nagel, dit "Pierre Carré", chef des groupes francs de Combat-Isère, allait quitter la France, via les Pyrénées, car le régime de Vichy avait ordonné son arrestation. Peu de temps avant sa mort, il convoya lui-même, de Grenoble à Saint-Marcellin, trois résistants évadés dont Paul Vallier, le nouveau responsable de ses groupes francs.
Avec Georges Durand, qu'il connaît par les milieux du sport, plus particulièrement du rugby, il met en place les mouvements de la région.
Entre-temps, Valois s'est rapproché du groupe de Franc-Tireur pour organiser la fusion des courants non-communistes de la Résistance dauphinoise. Le projet semblait a priori difficile à réaliser[réf. nécessaire] : le principal animateur isérois de Franc-Tireur n'était autre que le docteur Léon Martin. Mais de manière inattendue[réf. nécessaire], les deux hommes surent tirer un trait sur leurs divergences du passé. Ils se réconcilièrent[réf. nécessaire]. Leurs enfants avaient tout arrangé. La Résistance amorçait son unification. En janvier 1943, suivant les instructions du général de Gaulle, Valois crée les Mouvements unis de la Résistance (MUR) en Isère .

### Mort
Quand Valois conclut le 17 mai 1943 avec le Front national (obédience communiste) une alliance qui donne naissance au nouveau Comité départemental de la France combattante, dont l'organisation a été ébauchée à l'automne 1942, sa tâche de fédérateur se complique[réf. nécessaire]. Les clivages idéologiques sont loin de disparaître face à l'intérêt commun. Valois s'oppose fermement au projet du leader communiste Maurice Flaureau d'organiser, en réponse à l'occupation du Dauphiné par l'armée allemande depuis début septembre 1943, une grande manifestation populaire le 11 novembre à Grenoble devant le Monument aux morts érigé à la gloire des Diables bleus. Un consensus s'était pourtant dégagé autour de cette initiative. Valois avait donné un accord de principe lors de la réunion qui réunissait tous les mouvements le 27 octobre à l'hôpital civil.[réf. nécessaire]
Mais dans le sillage de plusieurs groupes francs, il eut tôt fait de le dénoncer, inquiet des risques de représailles allemandes dont on l'informa qu'elles pouvaient être implacables. Flaureau a cependant maintenu la manifestation, faisant distribuer des tracts qui portaient le parrainage des diverses composantes de la France combattante et qui appelaient les Grenoblois à manifester. Valois a alors ordonné à ses partisans d'empêcher par tous les moyens le rassemblement. « Nous courions dans les rues pour dire aux gens de ne pas aller manifester car les Allemands les attendaient », a précisé Georges Bois-Sapin. Les communistes sont parvenus à mobiliser un millier de sympathisants; quelque 600 d'entre eux seront arrêtés, la moitié mourra en déportation.[réf. nécessaire]
Valois met de son côté une touche finale au plan de destruction, par les MUR et le résistant Aimé Requet, du Polygone d'artillerie où sont stockées 1 500 tonnes de munitions. L'opération, classée prioritaire, était initialement fixée au 6 novembre, mais en raison d'un détonateur défectueux elle avait été reportée au 10 puis au 14, Valois ayant réussi dans ce laps de temps à se procurer des « crayons » neufs qui permirent l'allumage. L'explosion fut entendue à plusieurs dizaines de kilomètres à la ronde. C'est le dernier fait d'armes connu de Valois. Le 26 novembre, il rendait visite à Bois-Sapin pour lui demander de remplir le réservoir de sa Simca qu'il avait parquée au garage Parendel sur l'Esplanade. Une cinquantaine de litres d'essence lui étaient nécessaires. Il devait partir le lendemain en mission: direction la Savoie où l'attendaient des résistants locaux. Il n'aura pas le temps de partir. Dans la nuit à 2 heures du matin, la police allemande l'arrêtait rue Palanka, où depuis l'été il habitait un appartement que lui avait prêté Raymond Bouillol, un médecin futur conseiller général de Roybon. Pendant une dizaine d'heures, il fut torturé, mais il ne parla point. Il trouvera la force de se suicider en se tailladant l'artère radiale avec une lame de rasoir.[réf. nécessaire] Ce fut l'une des victimes de la Saint-Barthélemy grenobloise. Les circonstances exactes de sa disparition ne furent révélées qu'au retour de déportation de résistants qui, emprisonnés dans la même cellule que Valois, avaient assisté à la scène.

## Combat
Le fils Jean a enquêté sur les causes qui conduisirent à l'arrestation de son père. Il en est venu à la conclusion que le chef des Mouvements Unis de la Résistance avait été donné par l'un de ses proches, et donc qu'il y avait eu trahison. Le coupable serait le journaliste Jean Pain, de sensibilité socialiste, qui fut arrêté le 26 novembre au soir, portant sur lui un carnet d'adresses qui contenait les noms de code des responsables de différents réseaux. La Gestapo avait réussi à lui faire avouer qui se cachait sous le pseudonyme de "Hoche" : c'était Valois. Jean Pain était déjà dans le collimateur de ses chefs. Il se montrait imprudent et trop bavard. Conscients de la menace, les MUR avaient décidé à la mi-novembre d'éloigner Jean Pain. Ils l'envoyèrent se mettre au vert dans le massif de l'Oisans. Mais au bout de quelques jours, Jean Pain réapparaissait au vu et au su de tous à Grenoble. Les MUR envisagèrent alors le 17 novembre une mesure radicale : l'élimination physique. Paul Vallier se déclara prêt à exécuter le fautif. Il l'emmènerait à Theys, dans un maquis du Grésivaudan, et s'en débarrasserait. Mais au dernier moment, les MUR firent marche arrière, si bien que[réf. nécessaire] Jean Pain devint une proie facile pour la Gestapo qui, une fois obtenues les informations qu'elle recherchait, l'exécuta.
Le nom de Jean Pain est attribué le 5 décembre 1944 au boulevard des Alpes qui longeait un lavoir et en bordure duquel sera inauguré en 1967 le nouvel Hôtel de ville de Grenoble. Valois n'eut pas droit à des honneurs immédiats de même ampleur. À la suite d'une intervention du sénateur et ancien ministre Jean Berthoin qui s'étonnait du mutisme grenoblois, le maire Hubert Dubedout consentit à baptiser du nom de Valois un minuscule square, coincé entre la rue Montorge et le Jardin de ville. C'est cette différence de traitement qui scandalisait Jean Valois. Il se mit en tête de faire débaptiser le boulevard Jean-Pain.[réf. nécessaire] Son ami socialiste Georges Martin étudia la demande lorsqu'il fut élu en 1965 conseiller municipal. Estimant que des motifs politiques l'inspiraient essentiellement, il opposa une fin de non- recevoir : « Jean Valois était manipulé par l'extrême gauche communiste qui l'a induit en erreur... Je ne crois pas qu'un type, comme Jean Pain, qu'on a retrouvé mort avec les yeux arrachés, ait pu parler et trahir ». Aucune recherche historique approfondie ne motivait toutefois la décision de rejet. Jean Valois mourut prématurément le 2 décembre 1980 sans avoir pu réaliser son vœu.[réf. nécessaire] En novembre 2013, lors de la commémoration du soixante-dixième anniversaire de la Saint-Barthélemy grenobloise, une exposition du Musée de la Résistance et de la Déportation de l'Isère préparée par plusieurs historiens estimait que l'arrestation de Jean Pain n'était pas la cause de celle du docteur Valois, car, d'après cette même source, les miliciens et la police allemande détenaient déjà suffisamment d'informations pour arrêter Gaston Valois.
Finalement ce sont les dirigeants du parti radical qui se chargèrent d'immortaliser le nom de Gaston Valois à Grenoble. L'ancien sénateur Léon Perrier s'occupa, avec son adjoint Gaston Guerre (ancien conseiller général de Goncelin), de rassembler des fonds pour financer un buste de Valois qui sera dressé rue Félix-Poulat en 1946[réf. nécessaire] avant d'être installé en 2002 dans le quartier grenoblois du Polygone scientifique où il préside le Mur du Souvenir. Dans le département de l'Isère, outre le square à Grenoble, les communes de Fontaine, Échirolles, Saint-Martin-d'Hères, Gières, Le Pont-de-Claix, Renage, Voiron, Roussillon et Tullins ont nommé une artère en hommage au docteur Gaston Valois.